# Institut psychiatrique de Lipótmező
L'Institut national de psychiatrie et de neurologie (OPNI) (en hongrois :  Országos Pszichiátriai és Neurológiai Intézet), anciennement connu sous le nom d'Institut national royal hongrois de Buda, puis d'Institut national de médecine nerveuse et mentale, est un ancien complexe hospitalier situé dans le 2e arrondissement de Budapest, dans le quartier de Lipótmező.

## Histoire
Construit à la demande du roi François-Joseph dans les années 1860, au 116 de la rue d'Hűvösvölgy, dans le style romantique tardif selon les plans de l'architecte Lajos Zettl. Certains critiques contemporains considérèrent les plans comme exagérés, «construit avec un gaspillage d'espace et de matériaux digne d'un château princier». 
L'institution a ouvert le 6 décembre 1868. Il est au départ prévu pour accueillir 300 patients. Par la suite, ce nombre n'a cessé d'augmenter. Divers traitements médicaux psychiatriques ont été complétés par d'importantes recherches notamment sur l'ergothérapie et le sevrage alcoolique. L'Institut a fermé en 2007 après 139 ans de fonctionnement. Le bâtiment principal est inscrit comme monument historique hongrois (műemlék). Gardé depuis sa fermeture, ainsi que les dépendances, le complexe est insuffisamment entretenu et se dégrade.

## Galerie (2017)

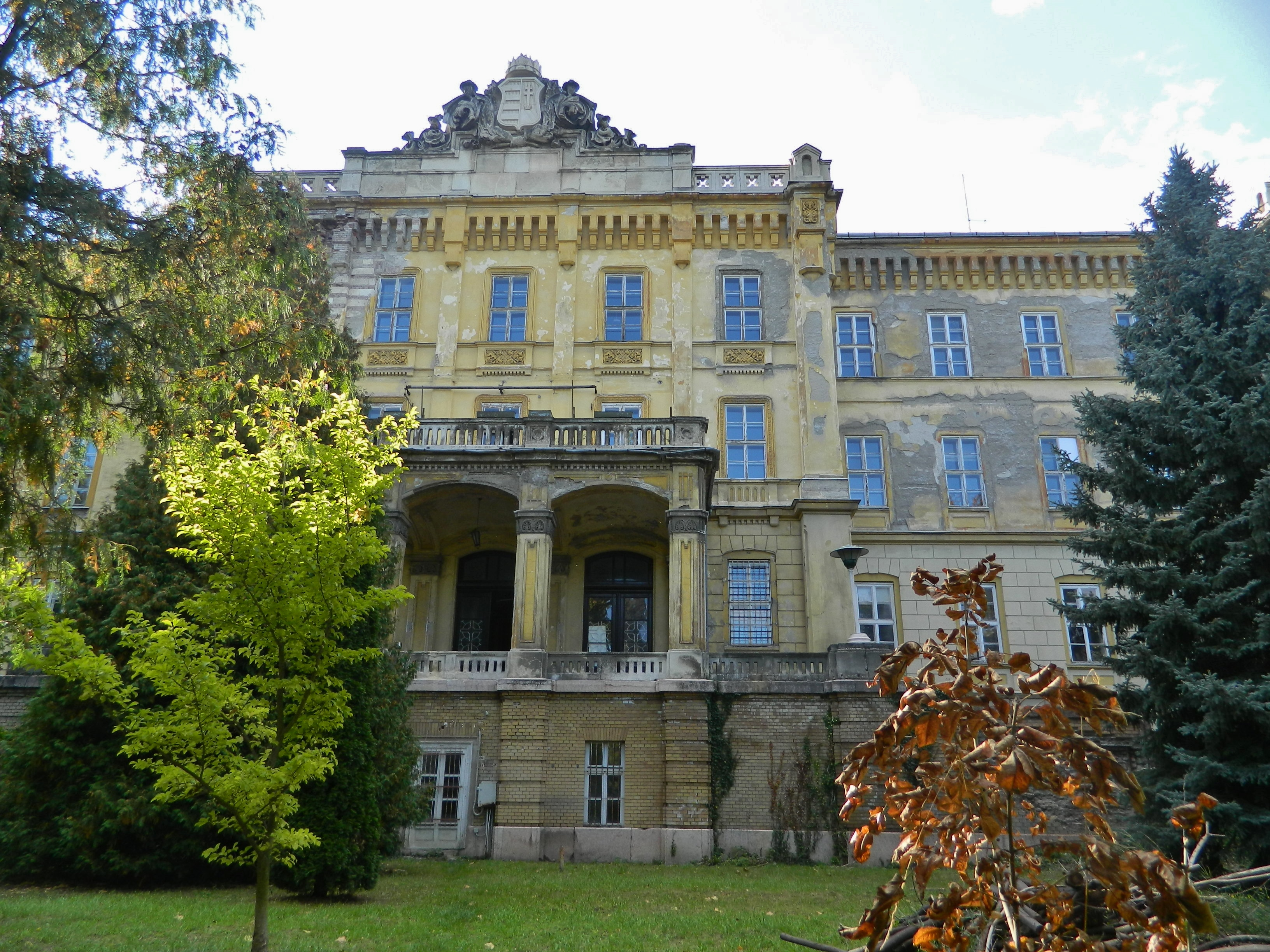
Bâtiment principal
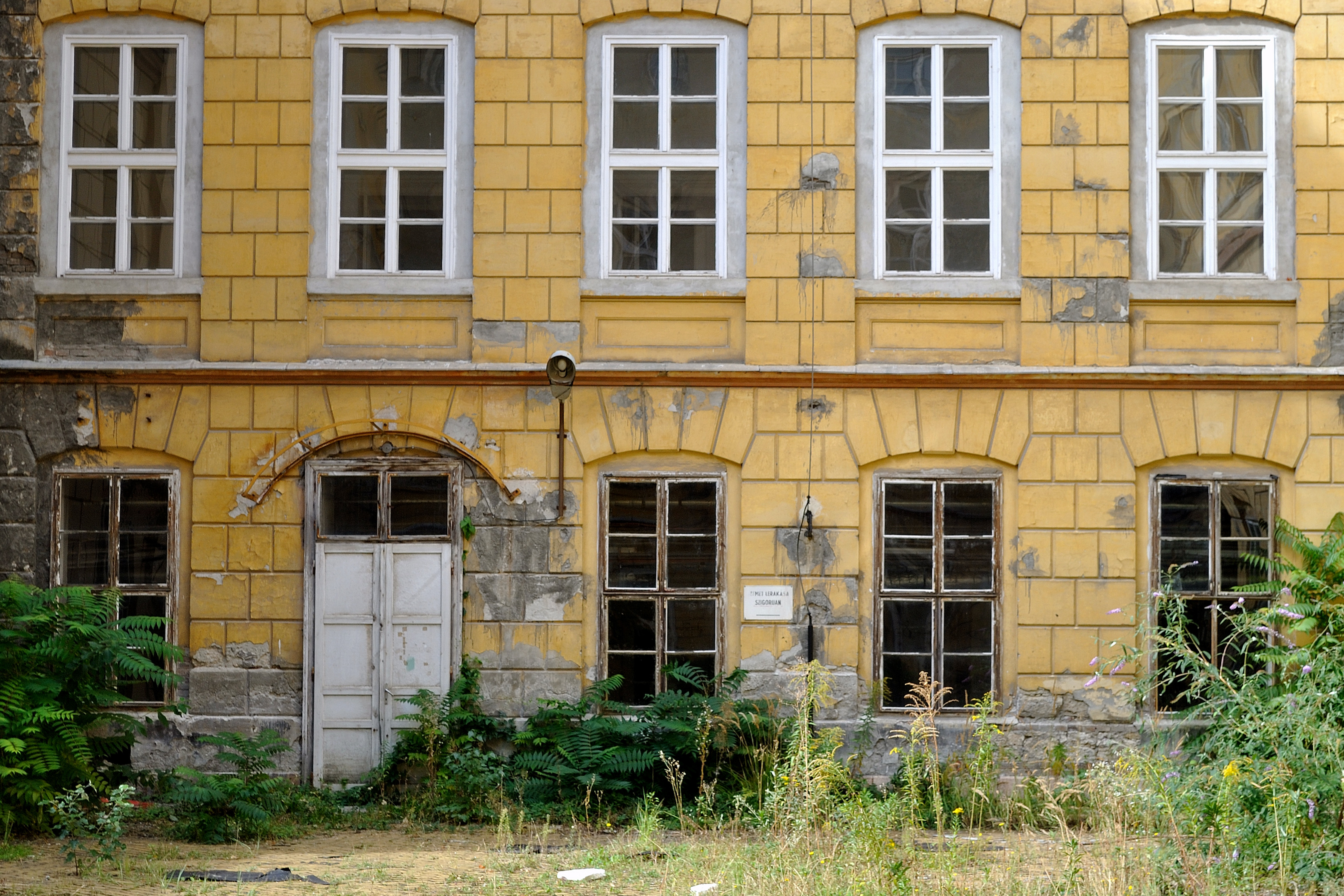
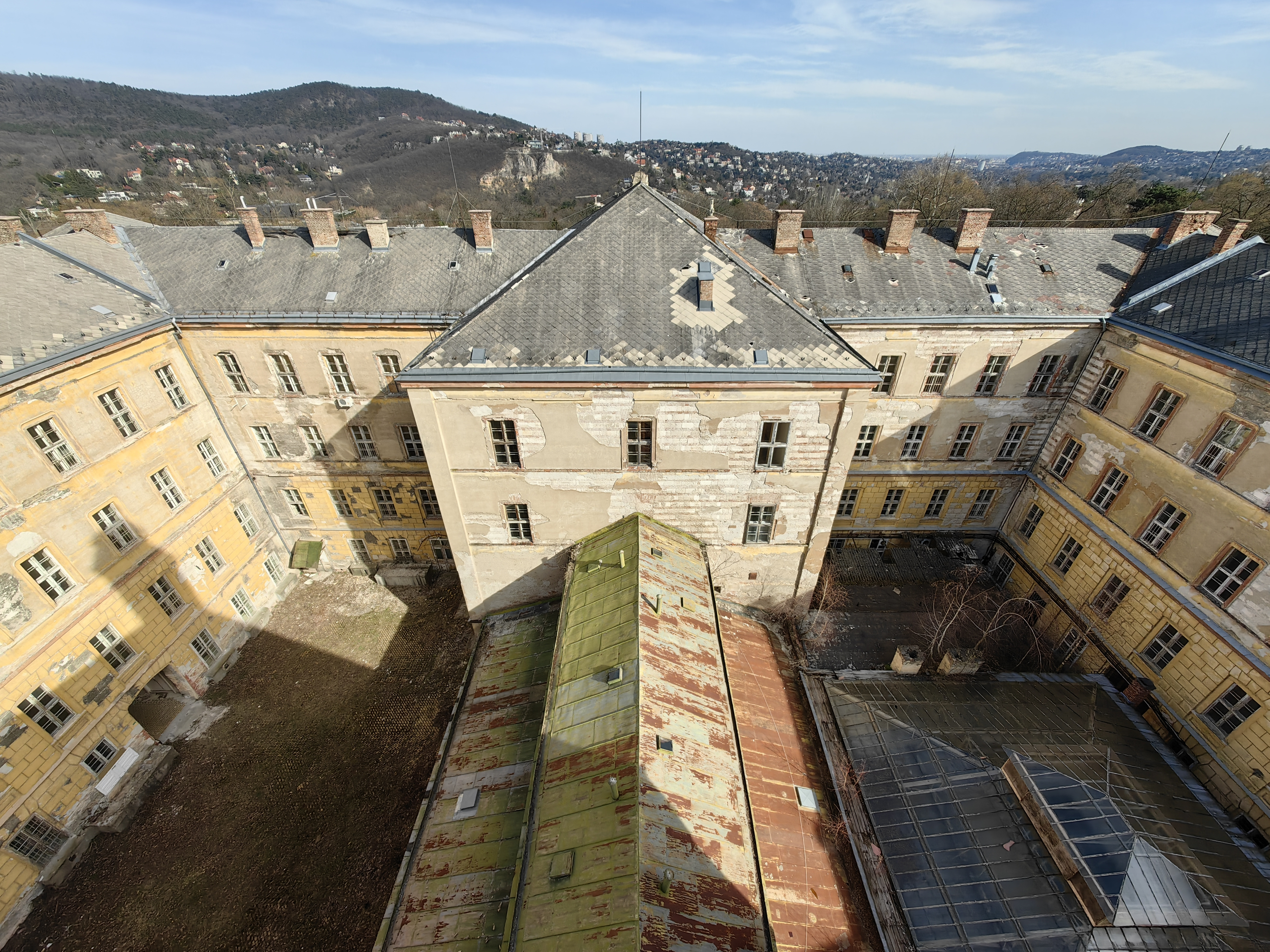
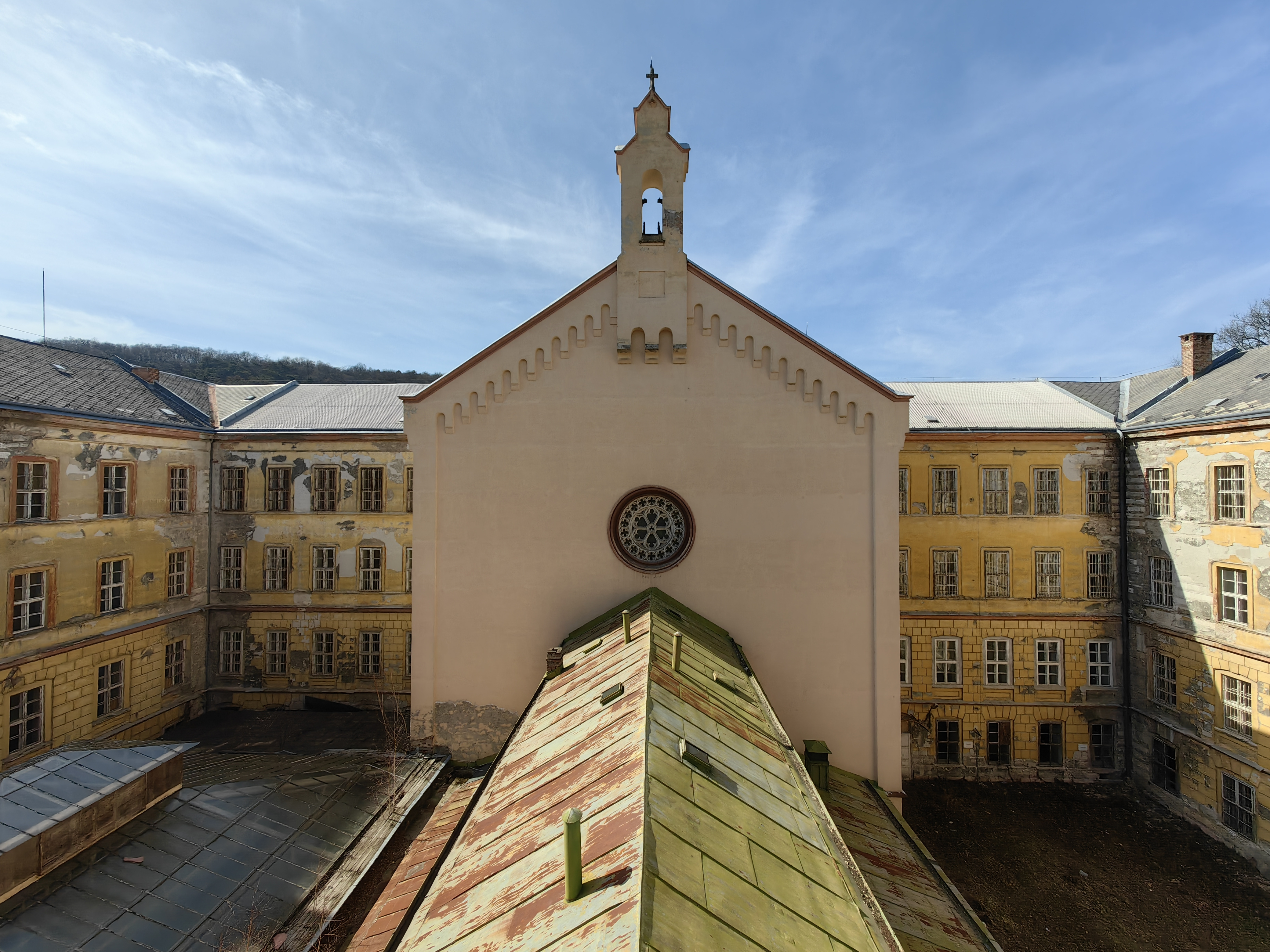
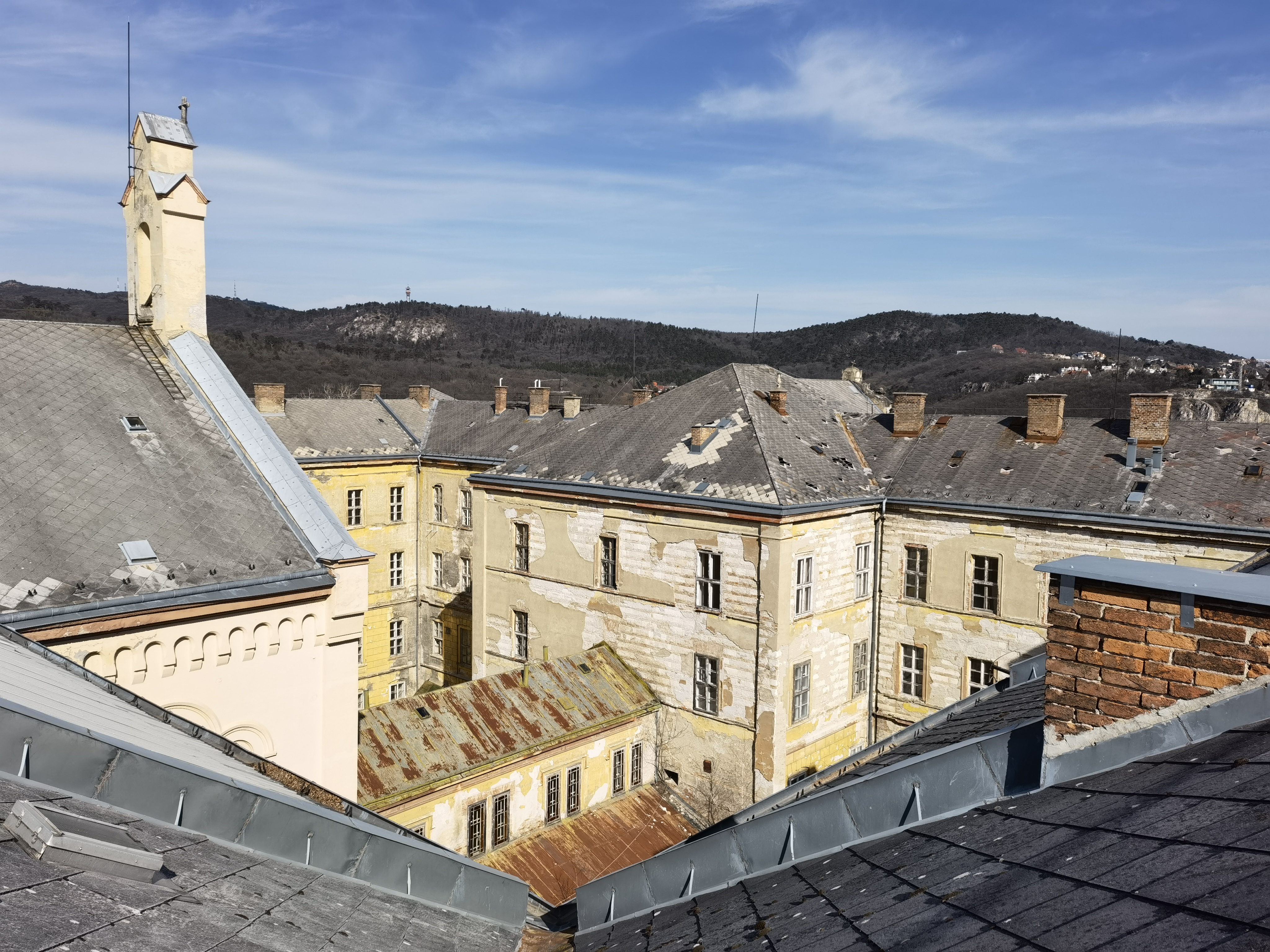
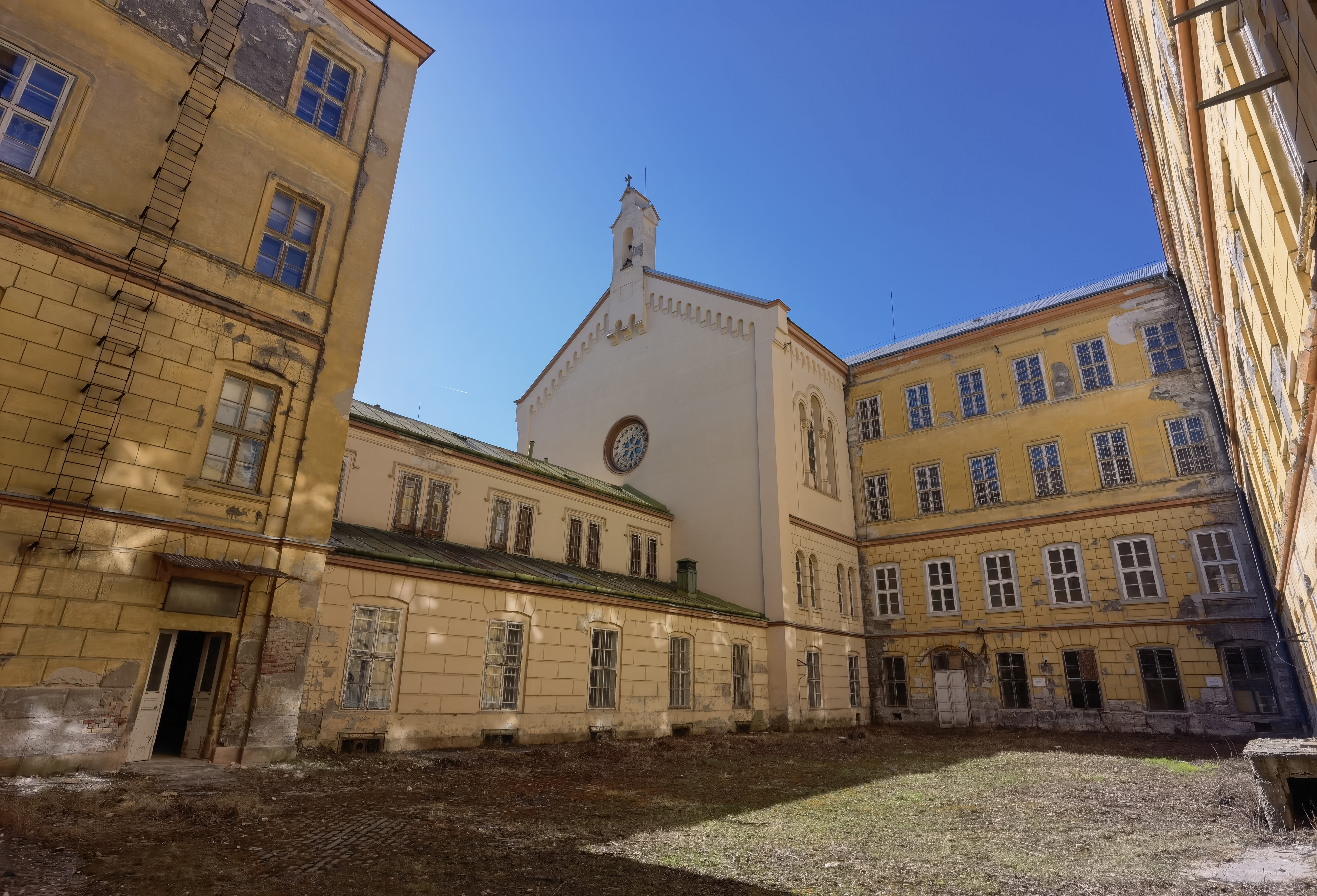
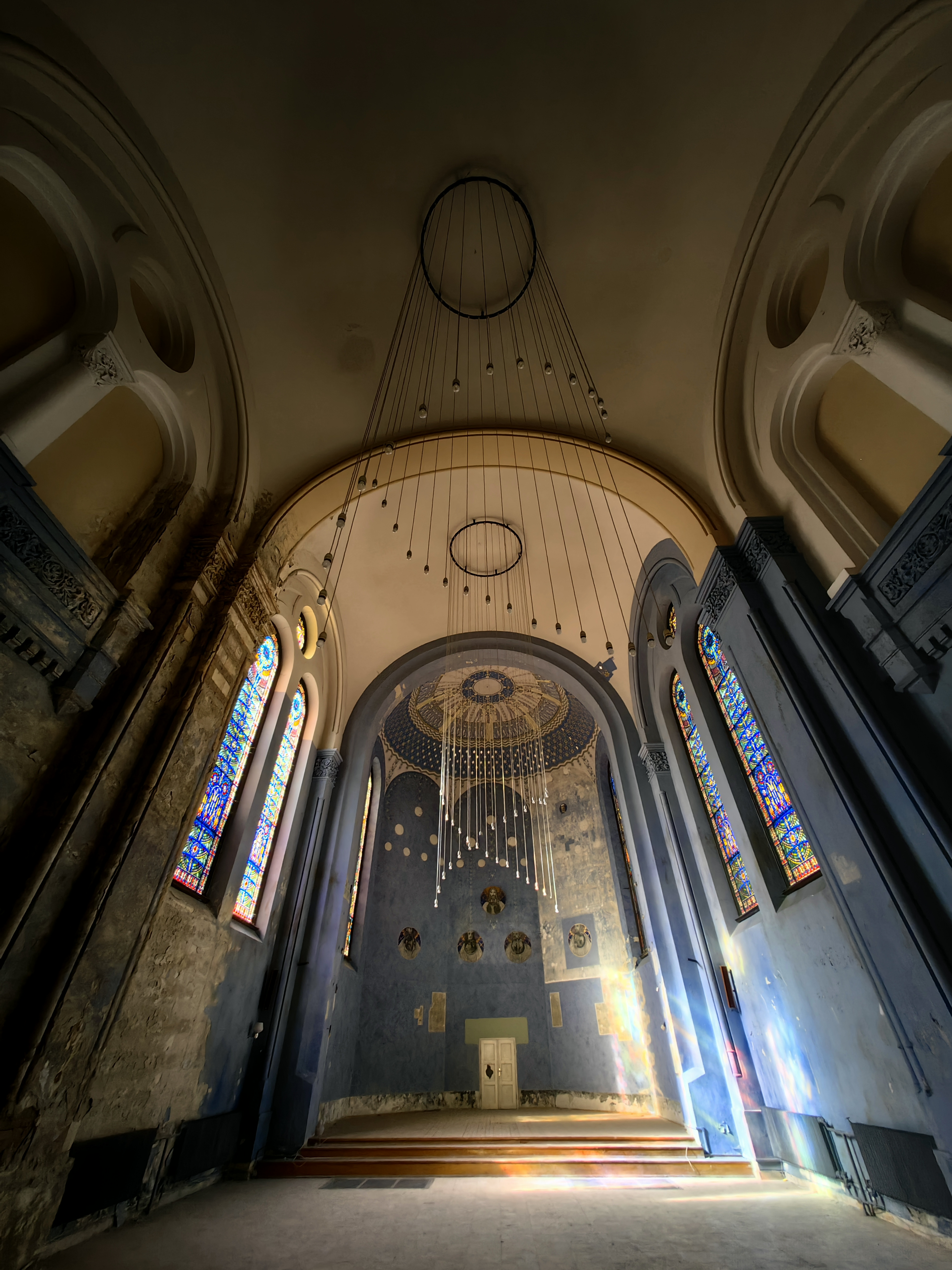
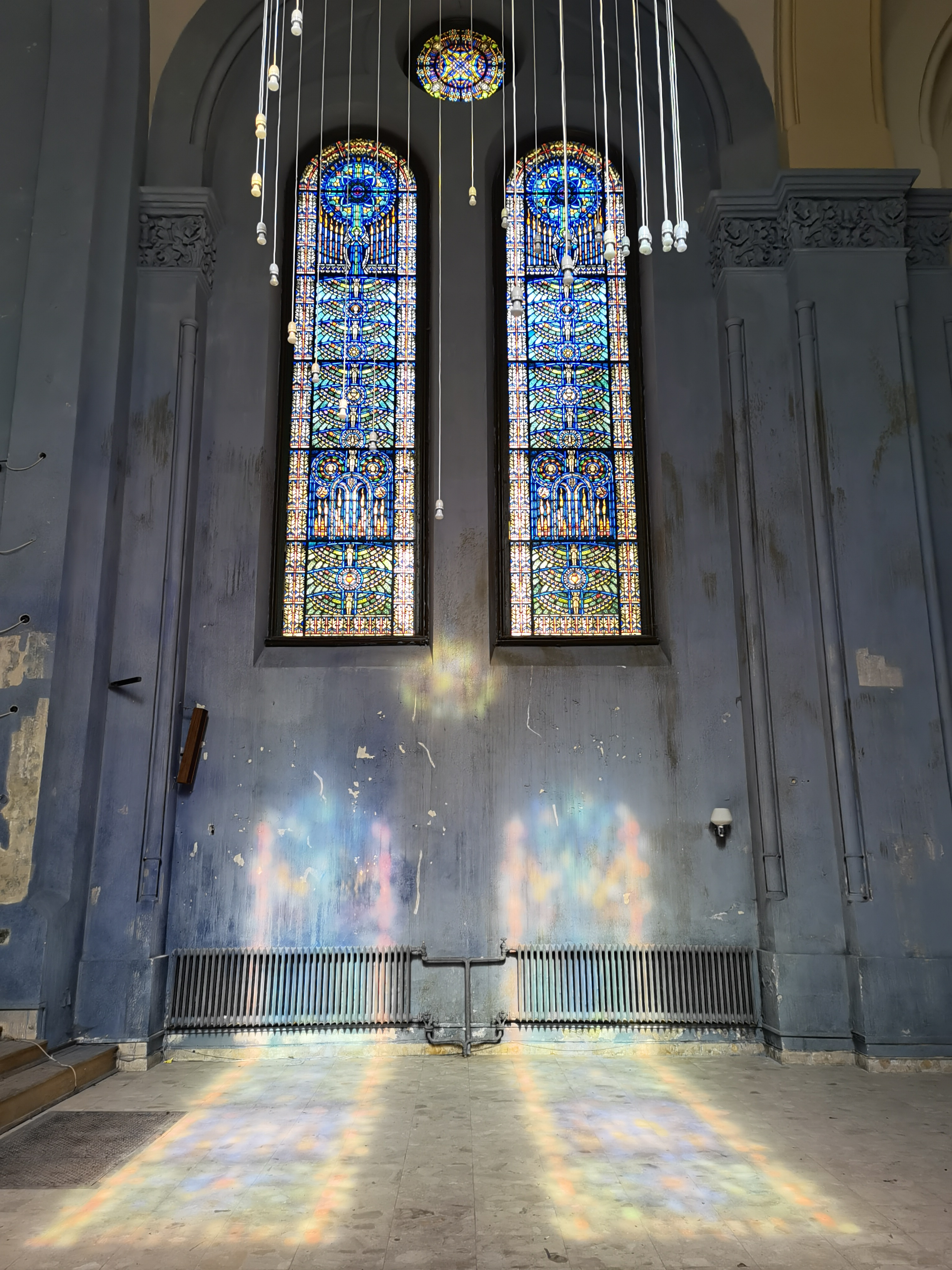
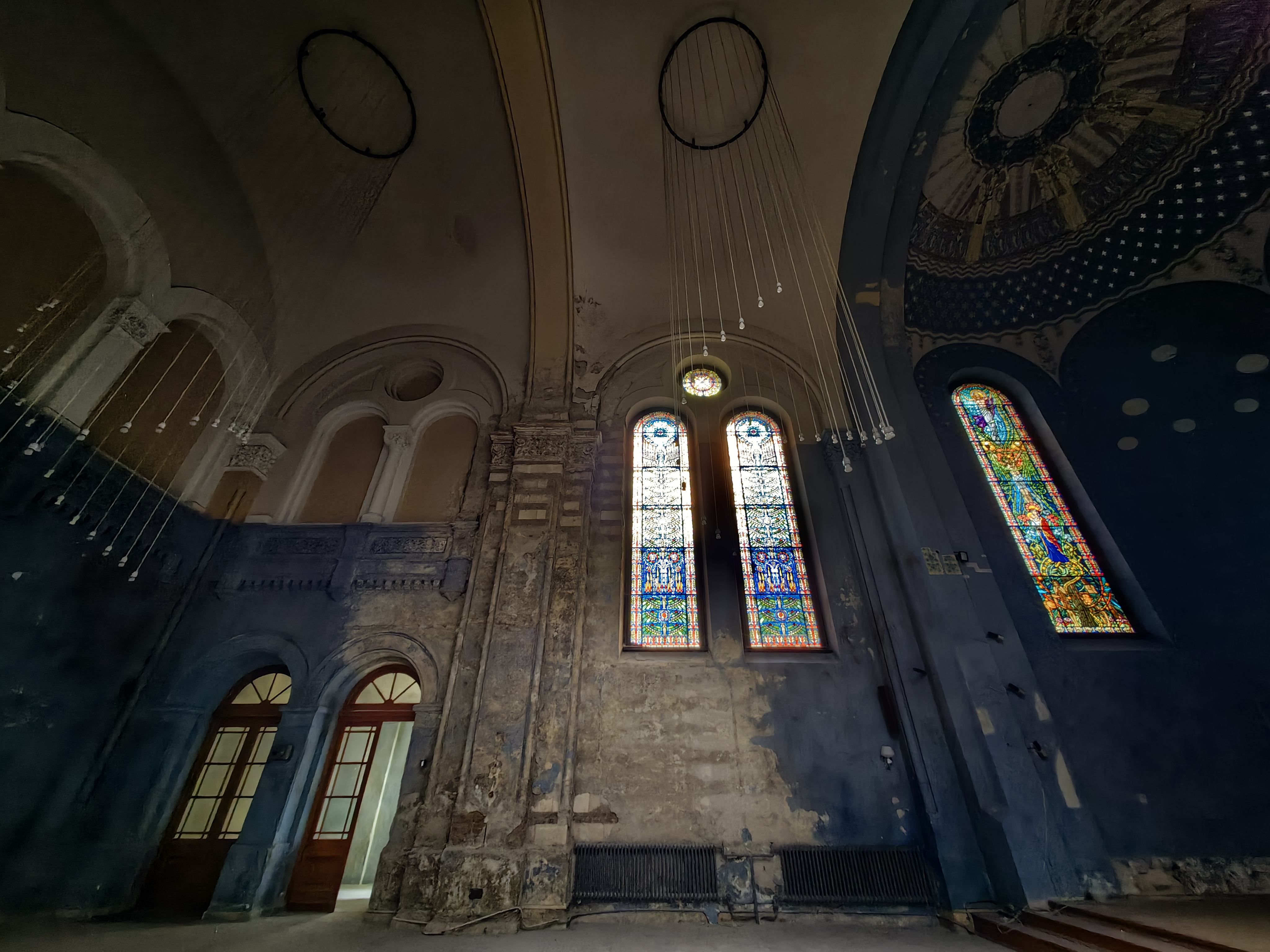
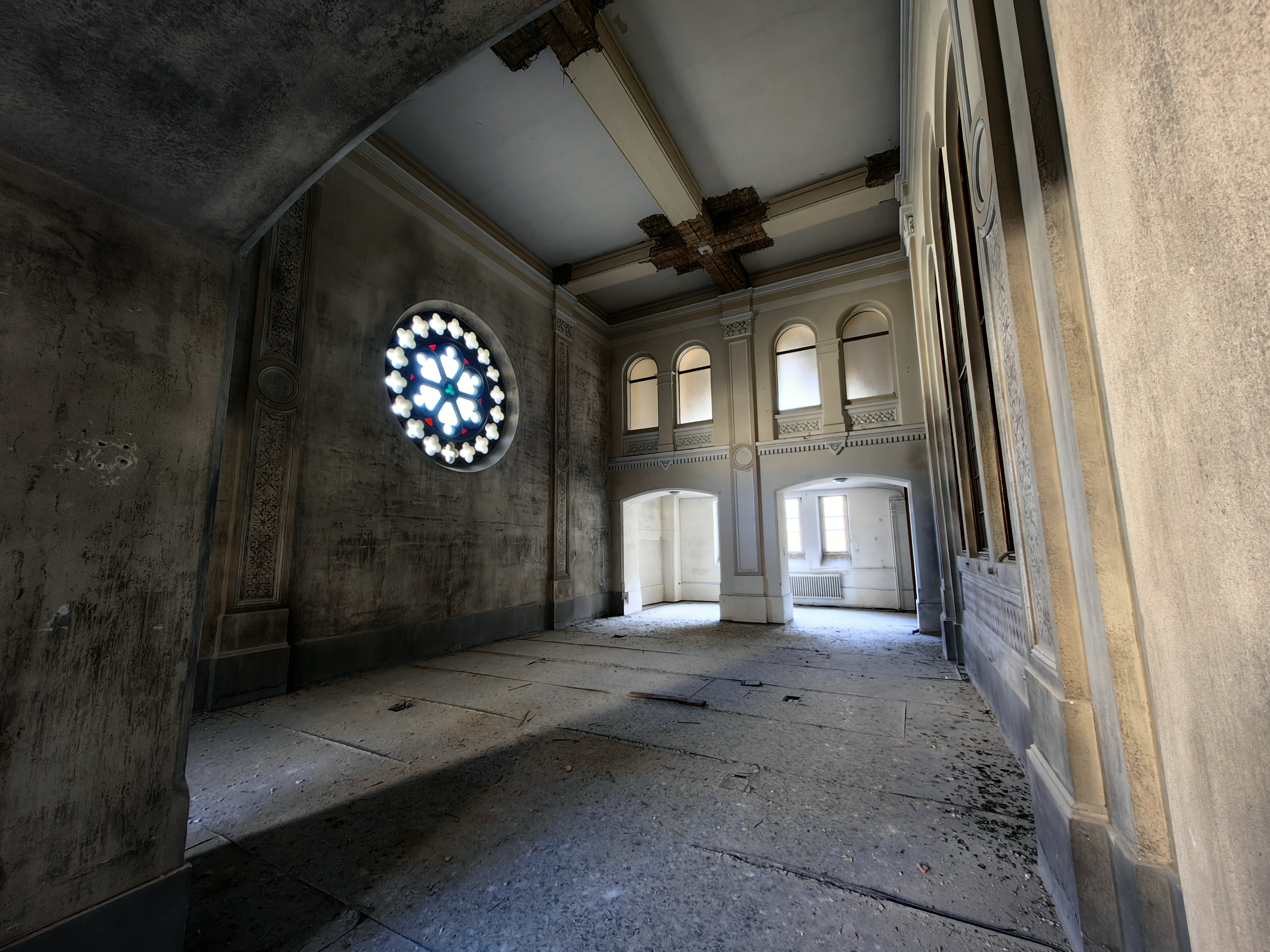
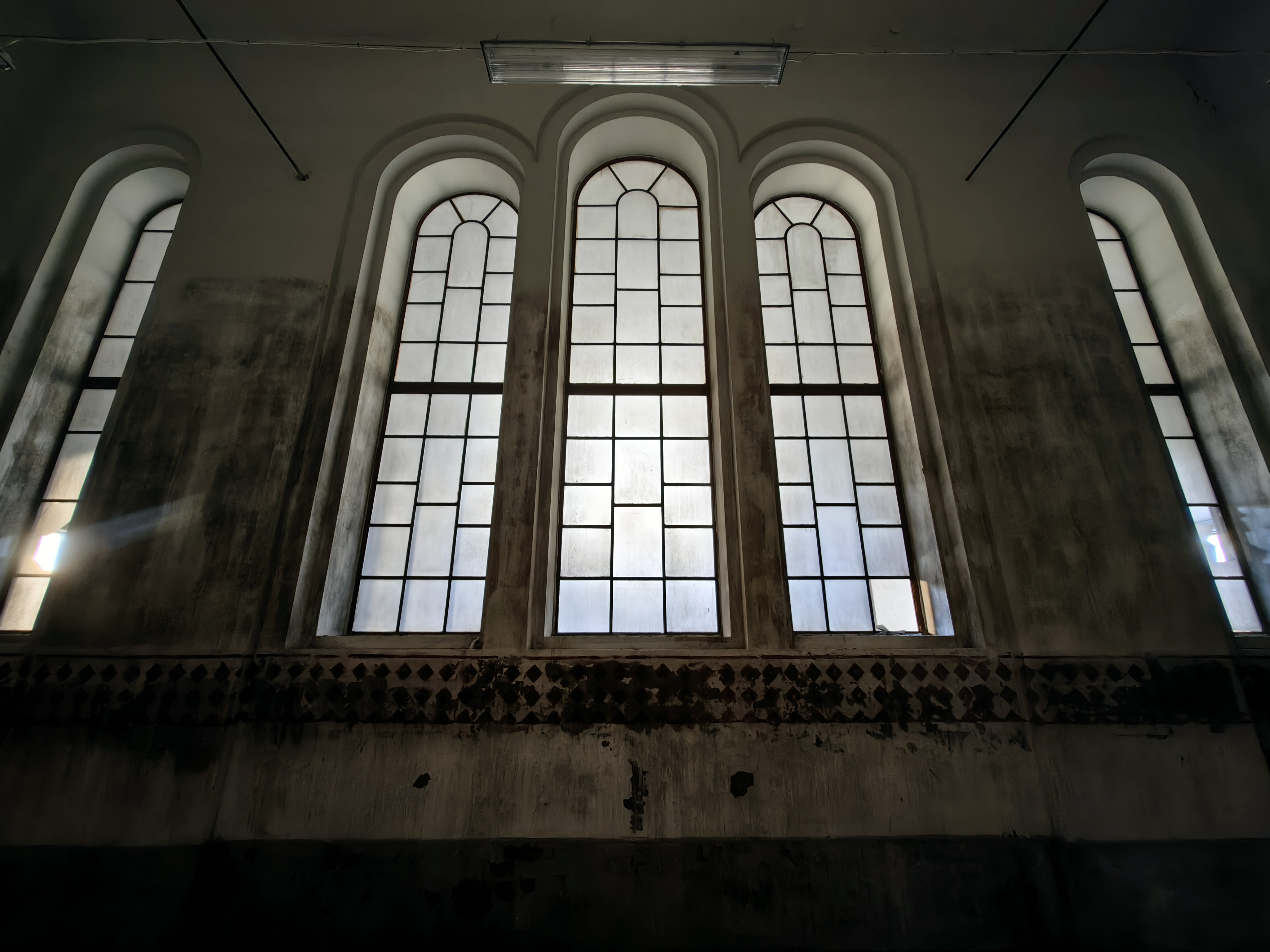
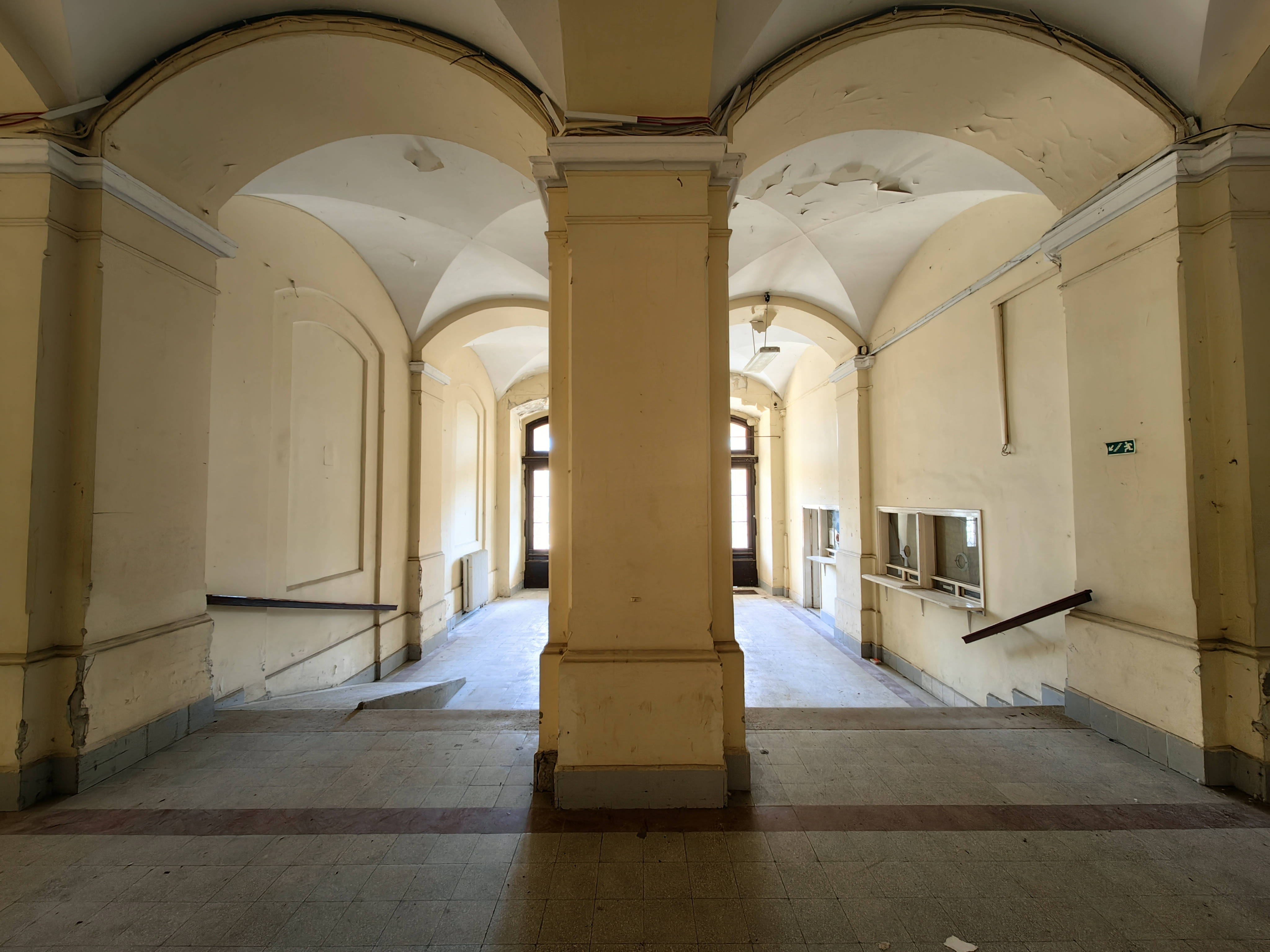
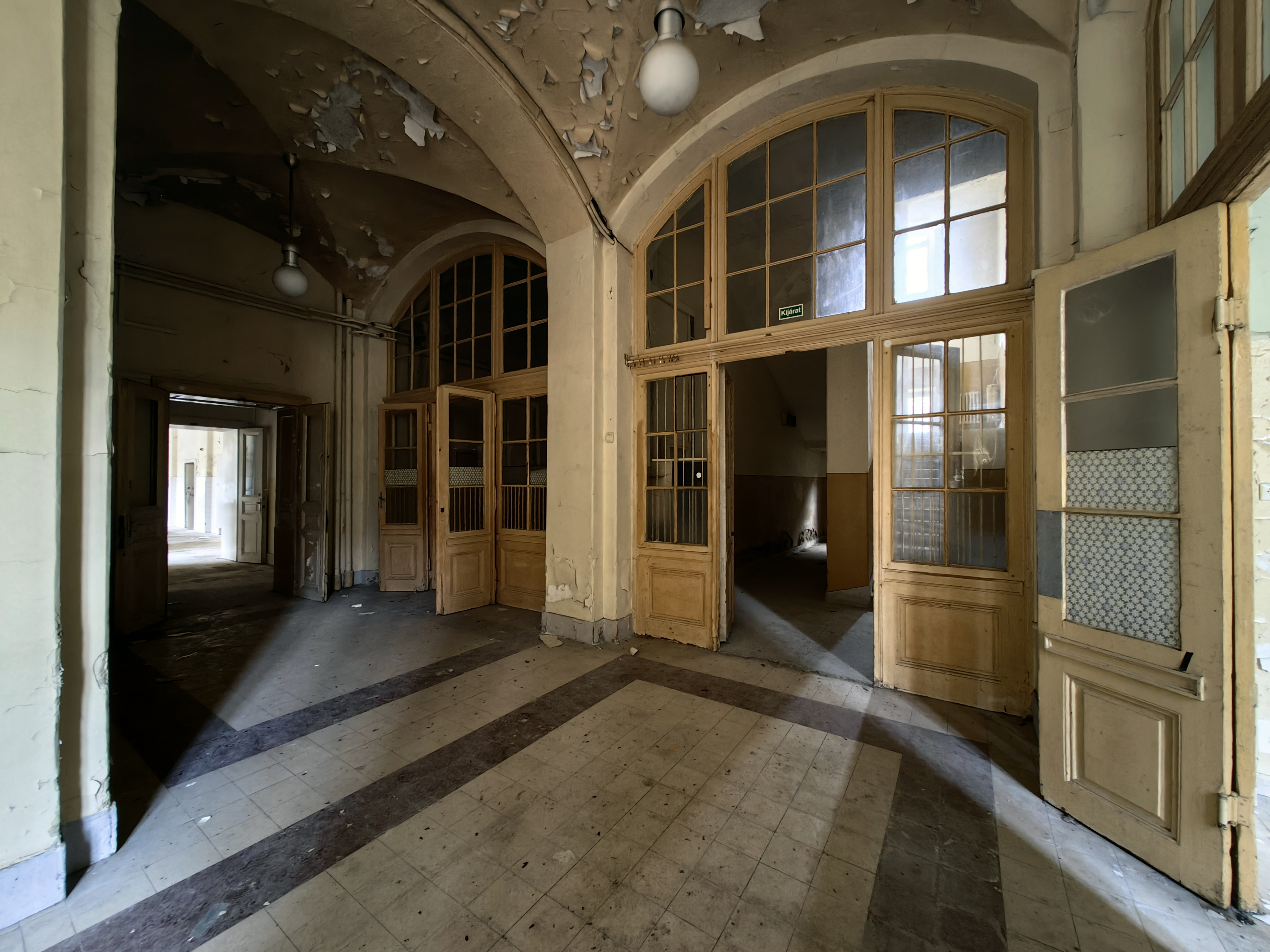
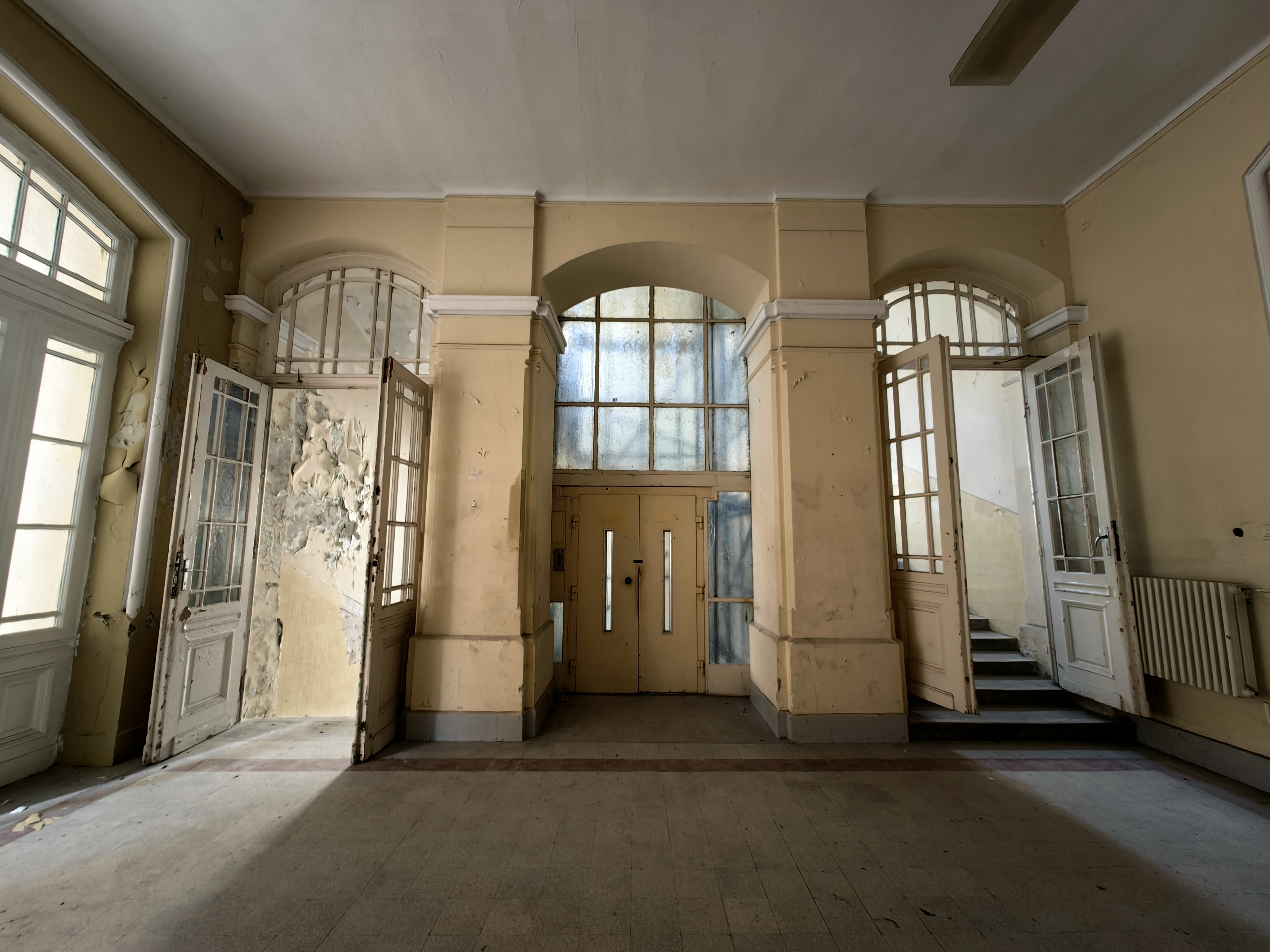
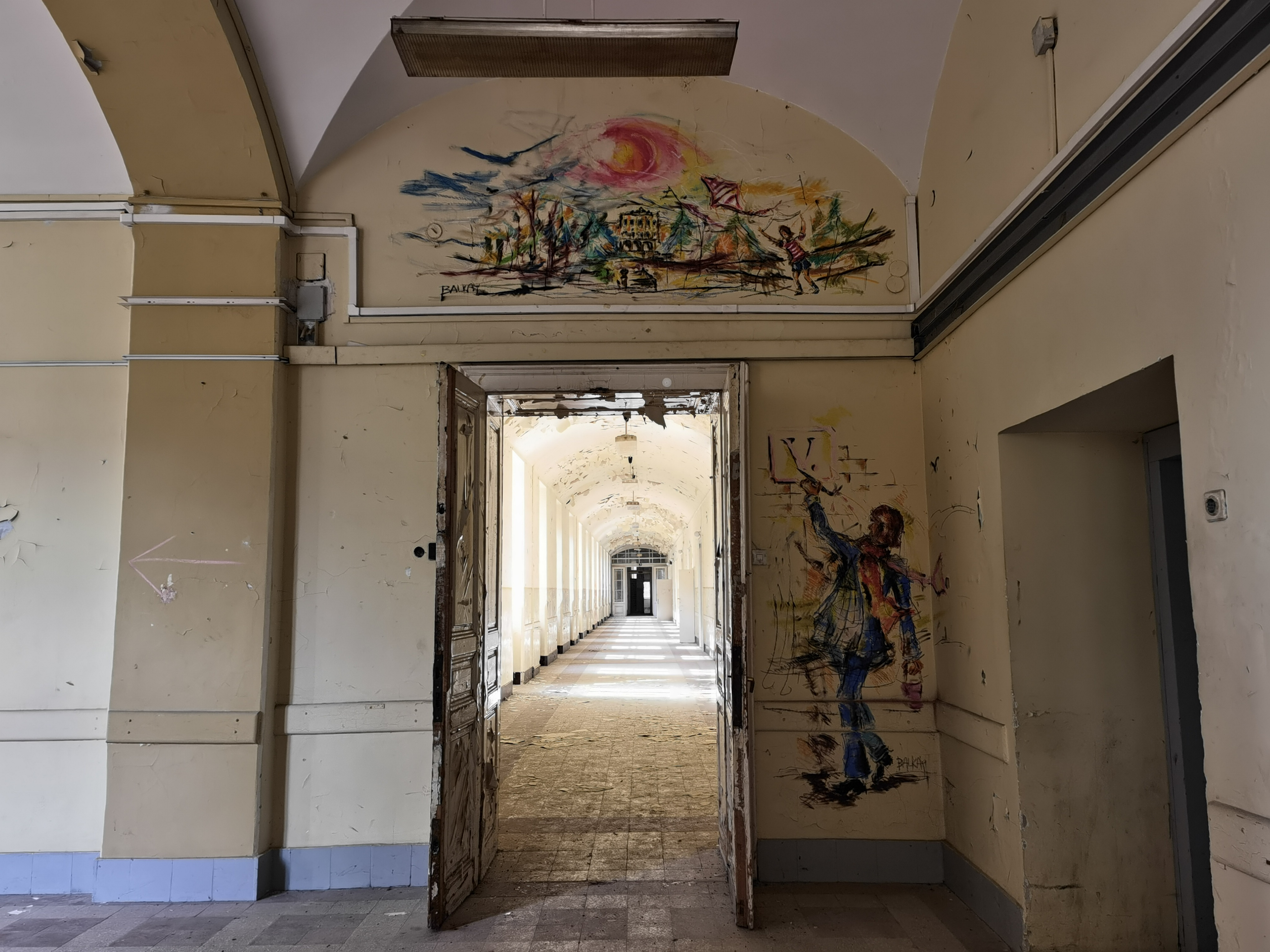
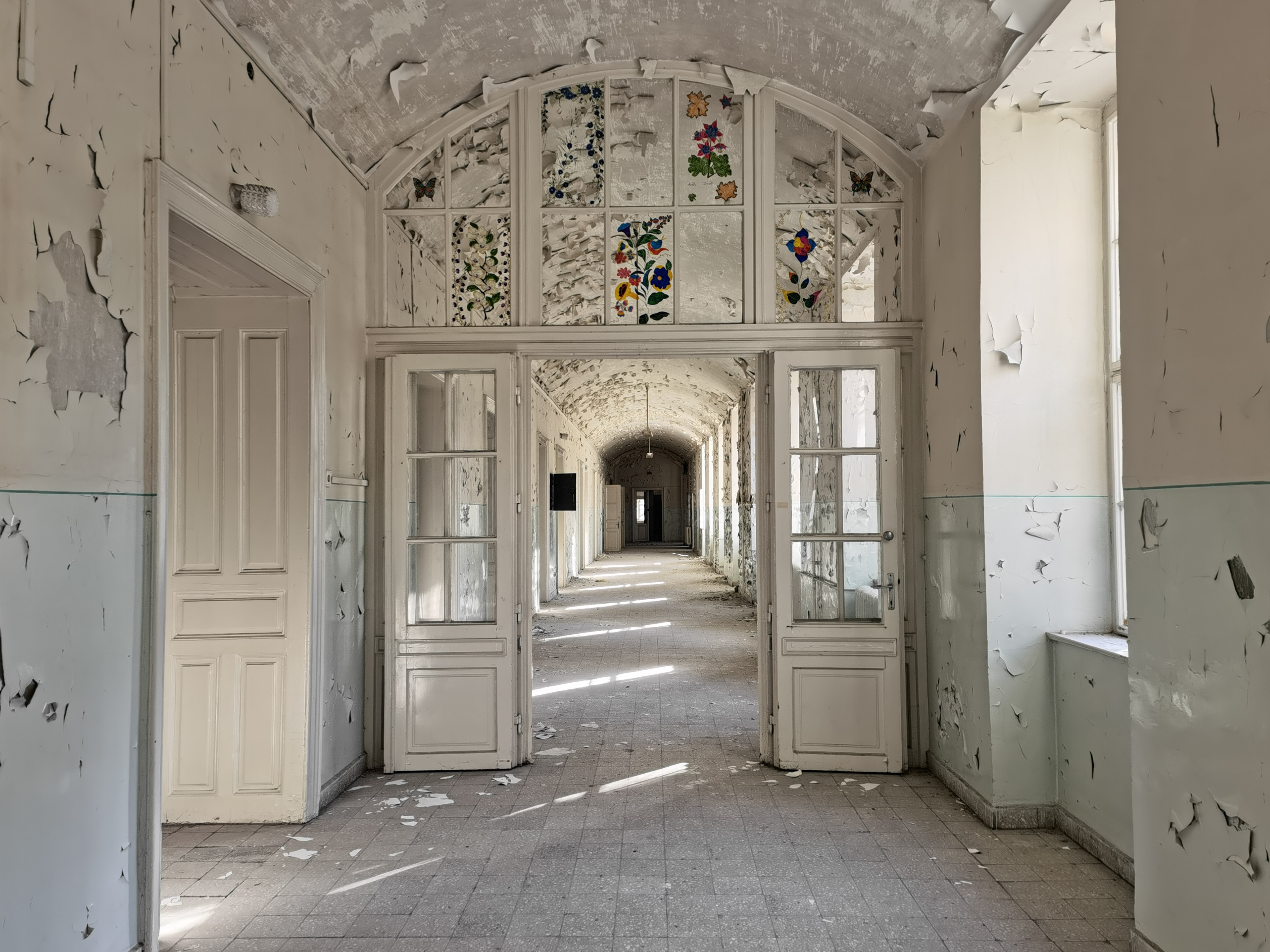
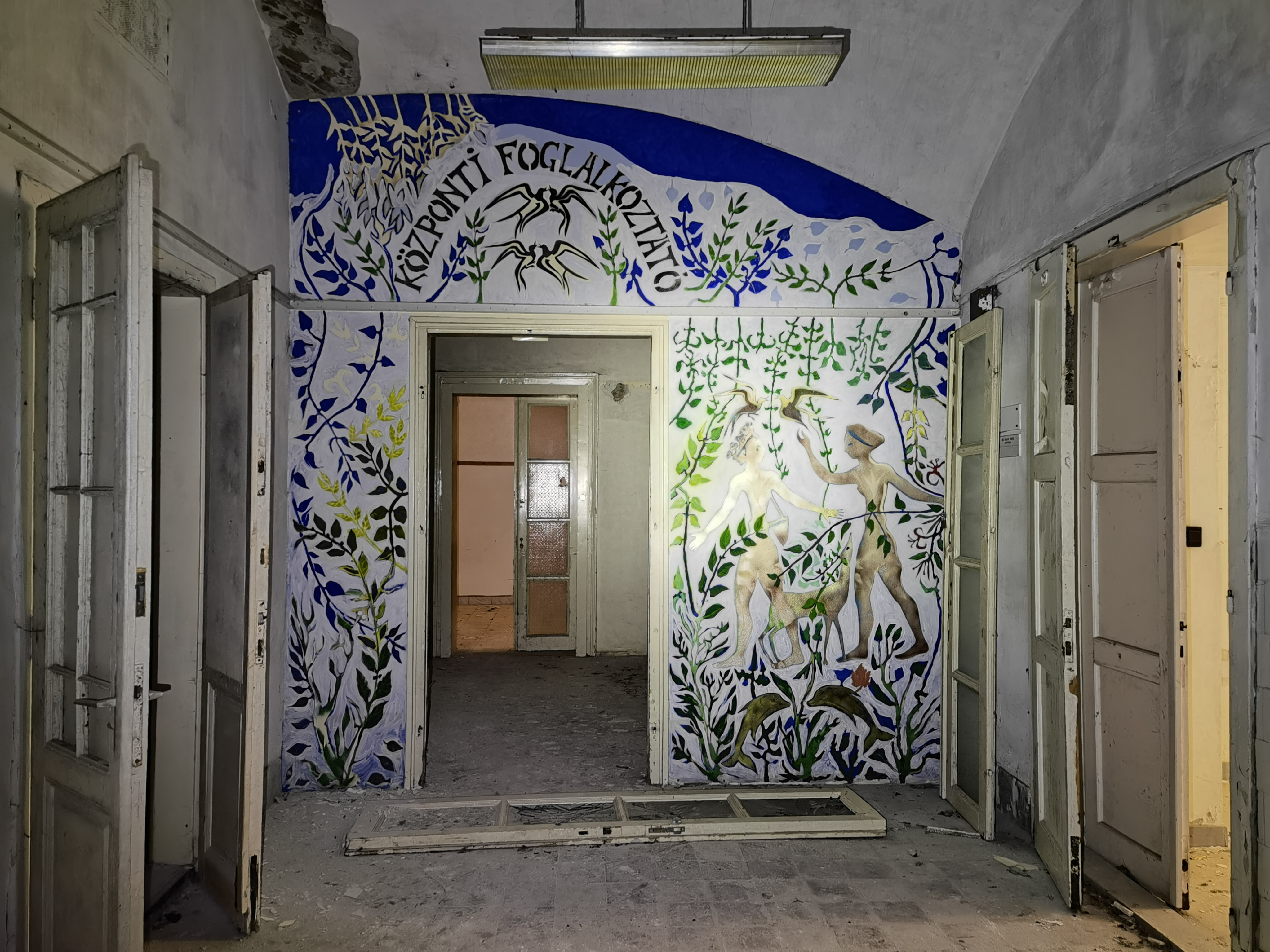
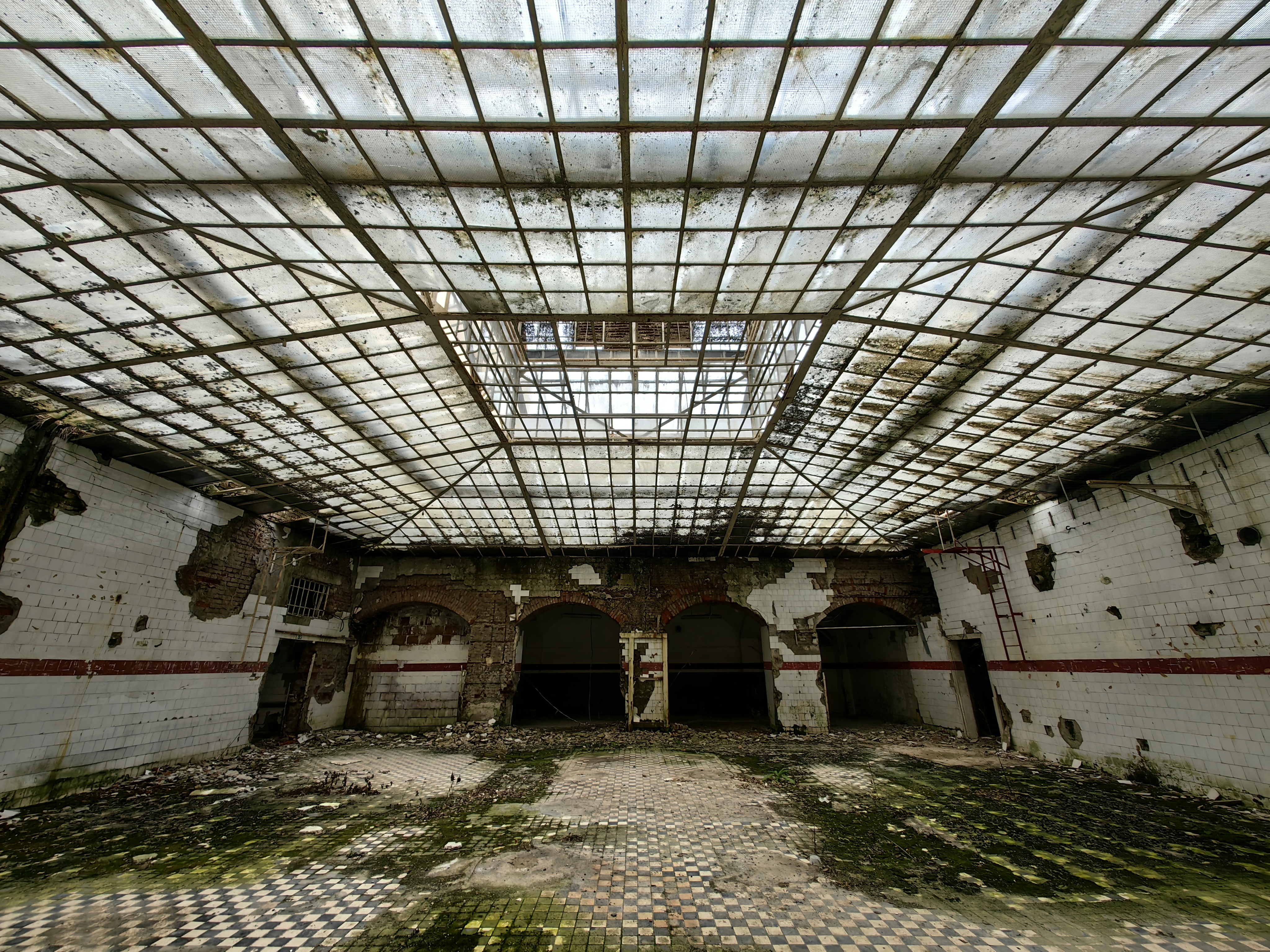
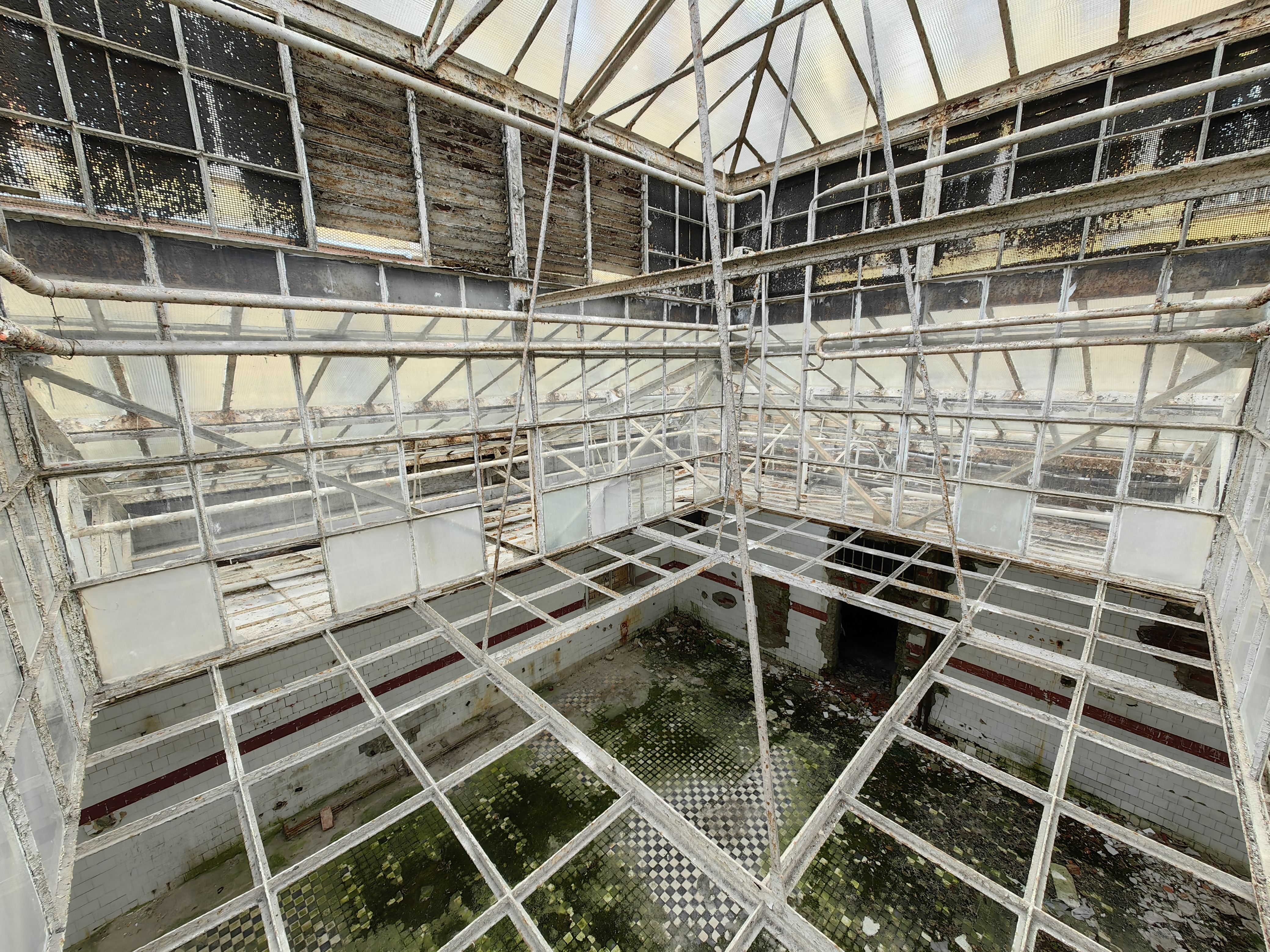
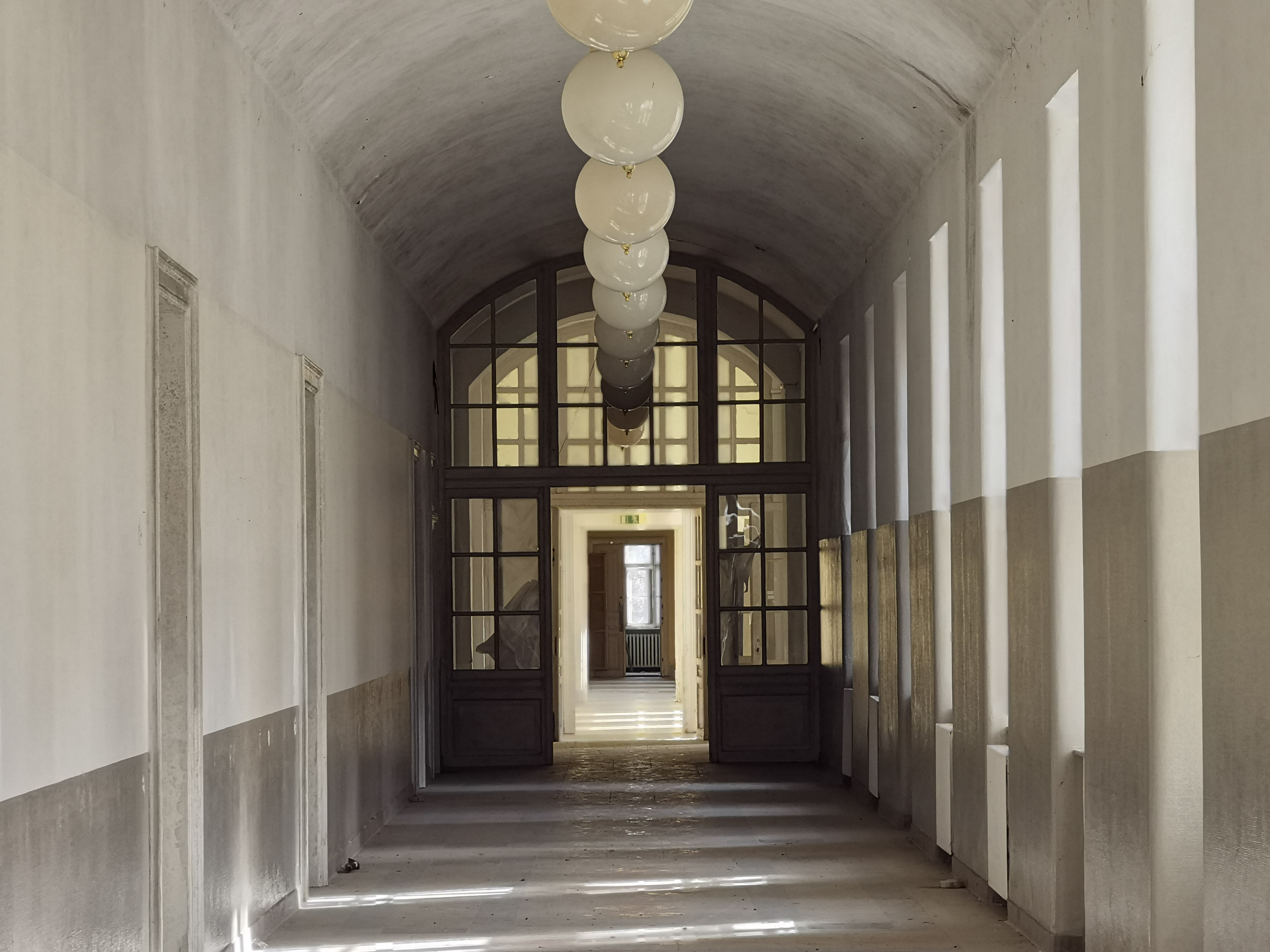
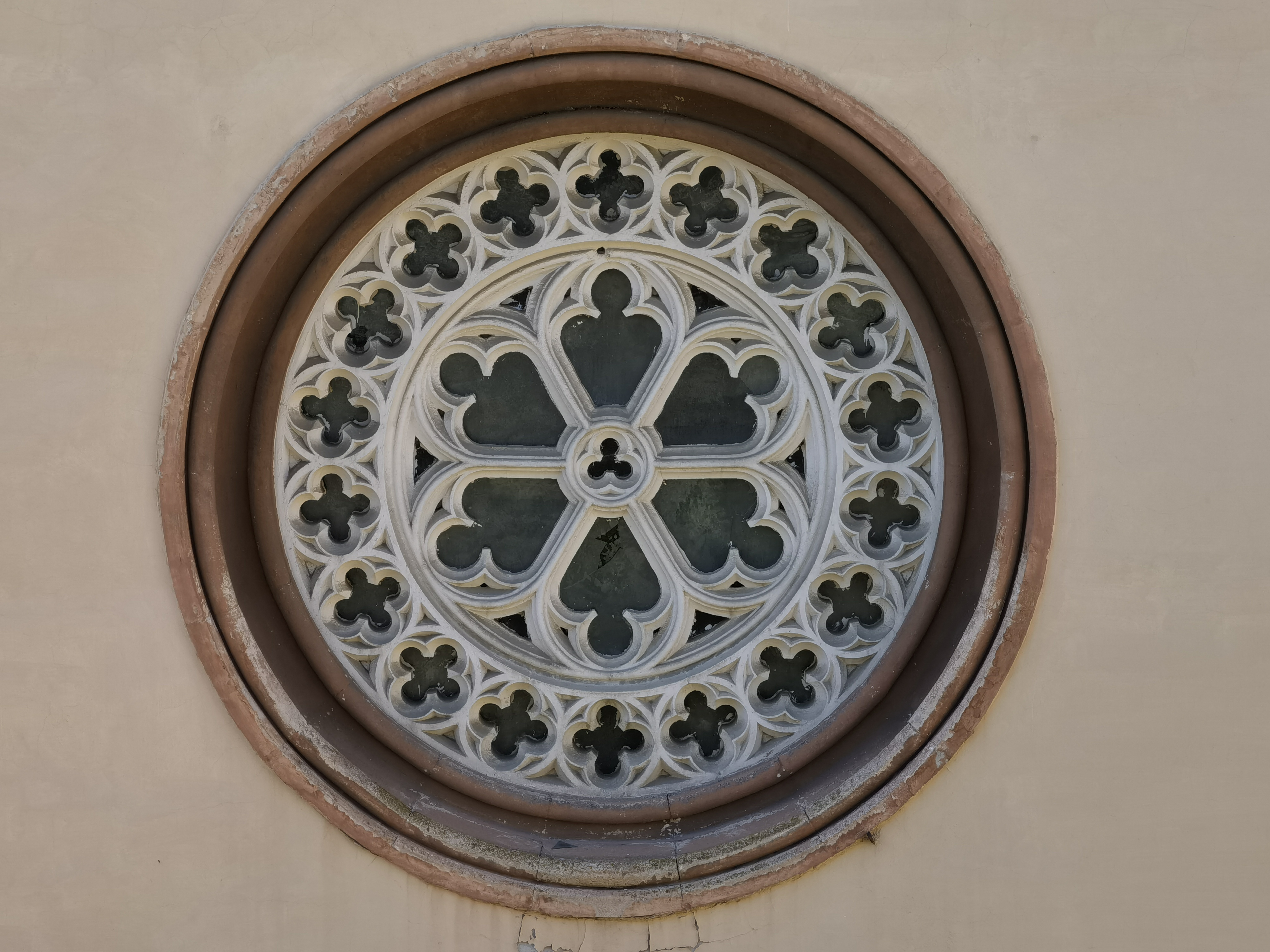
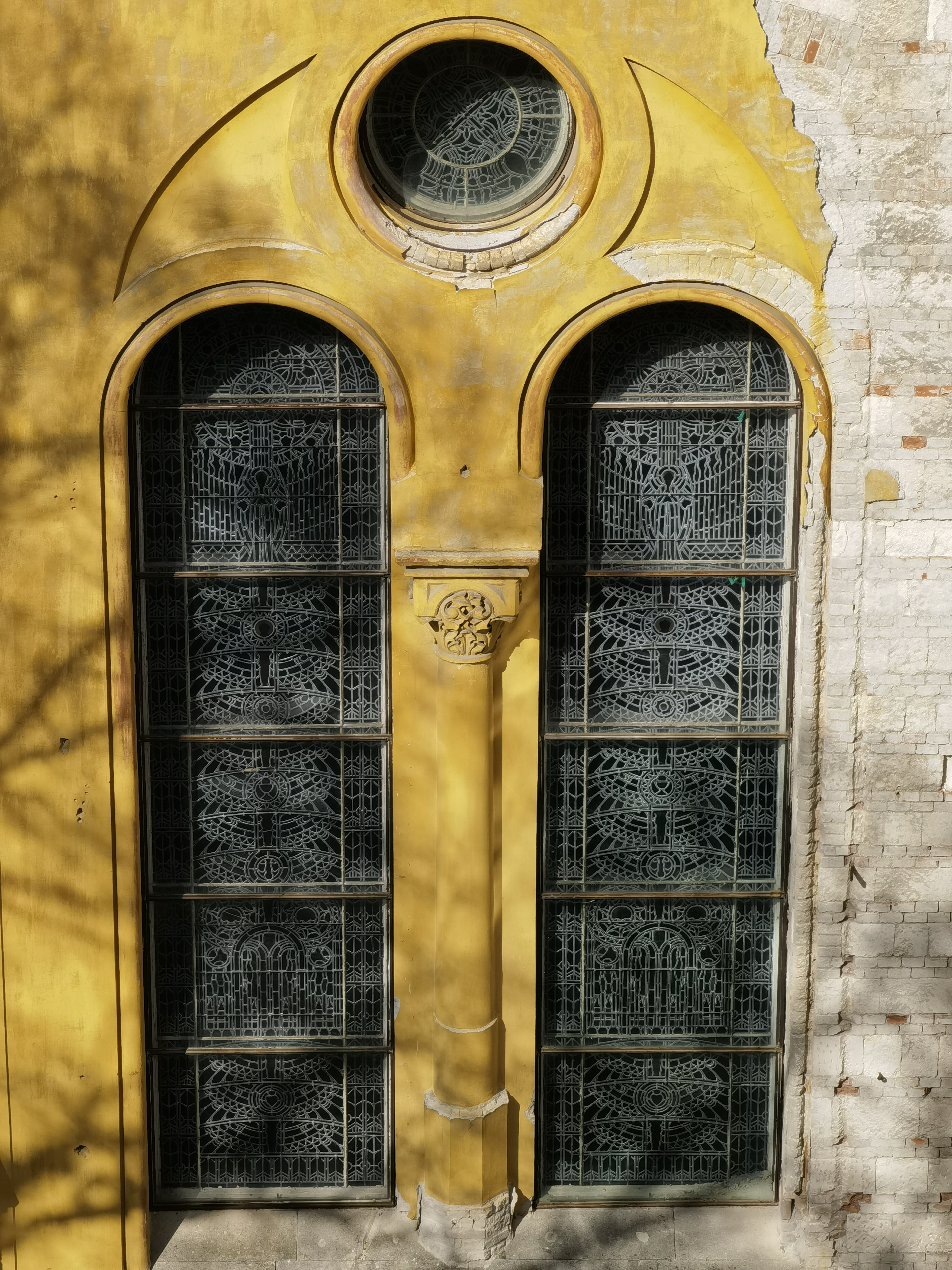
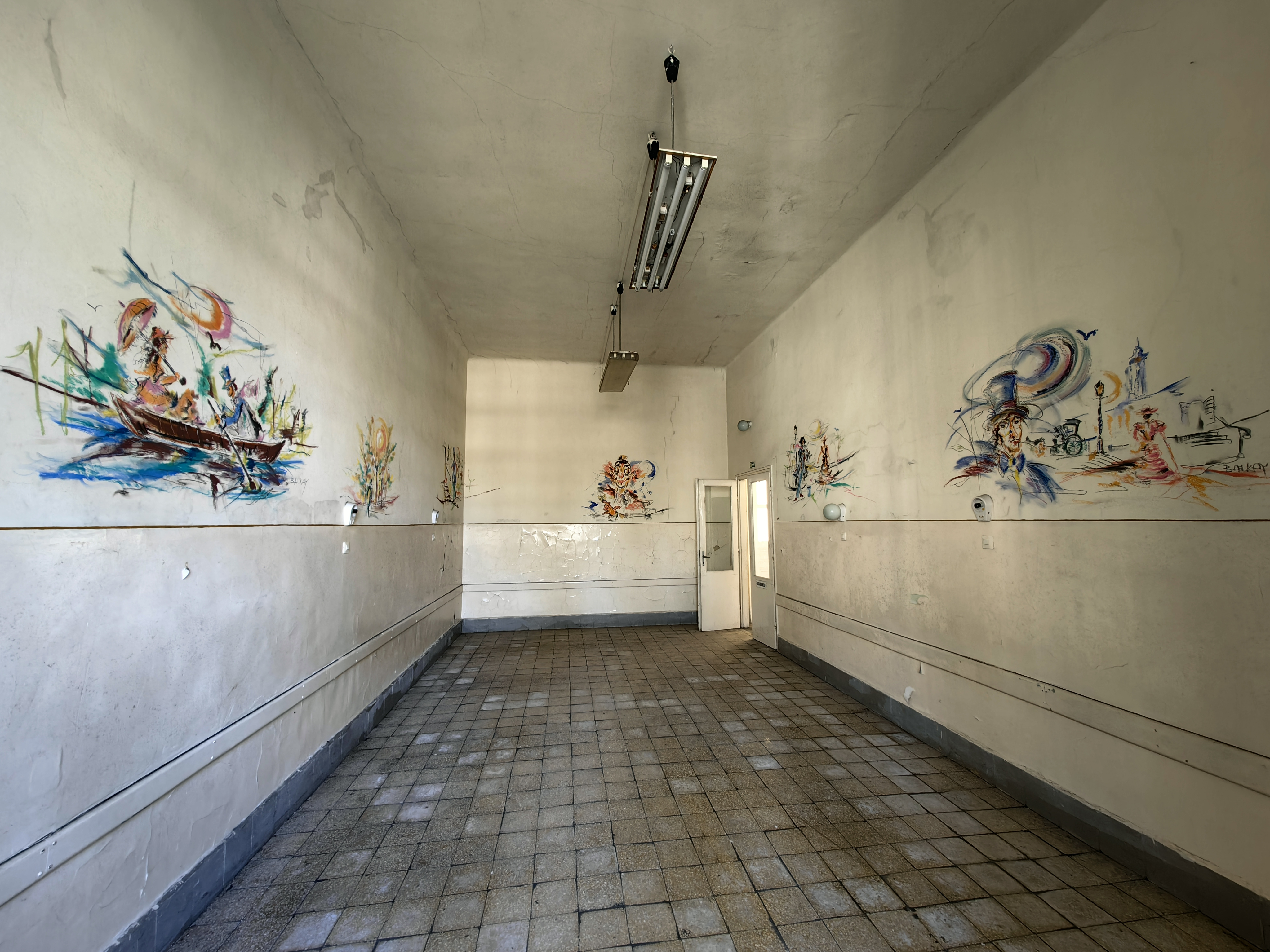
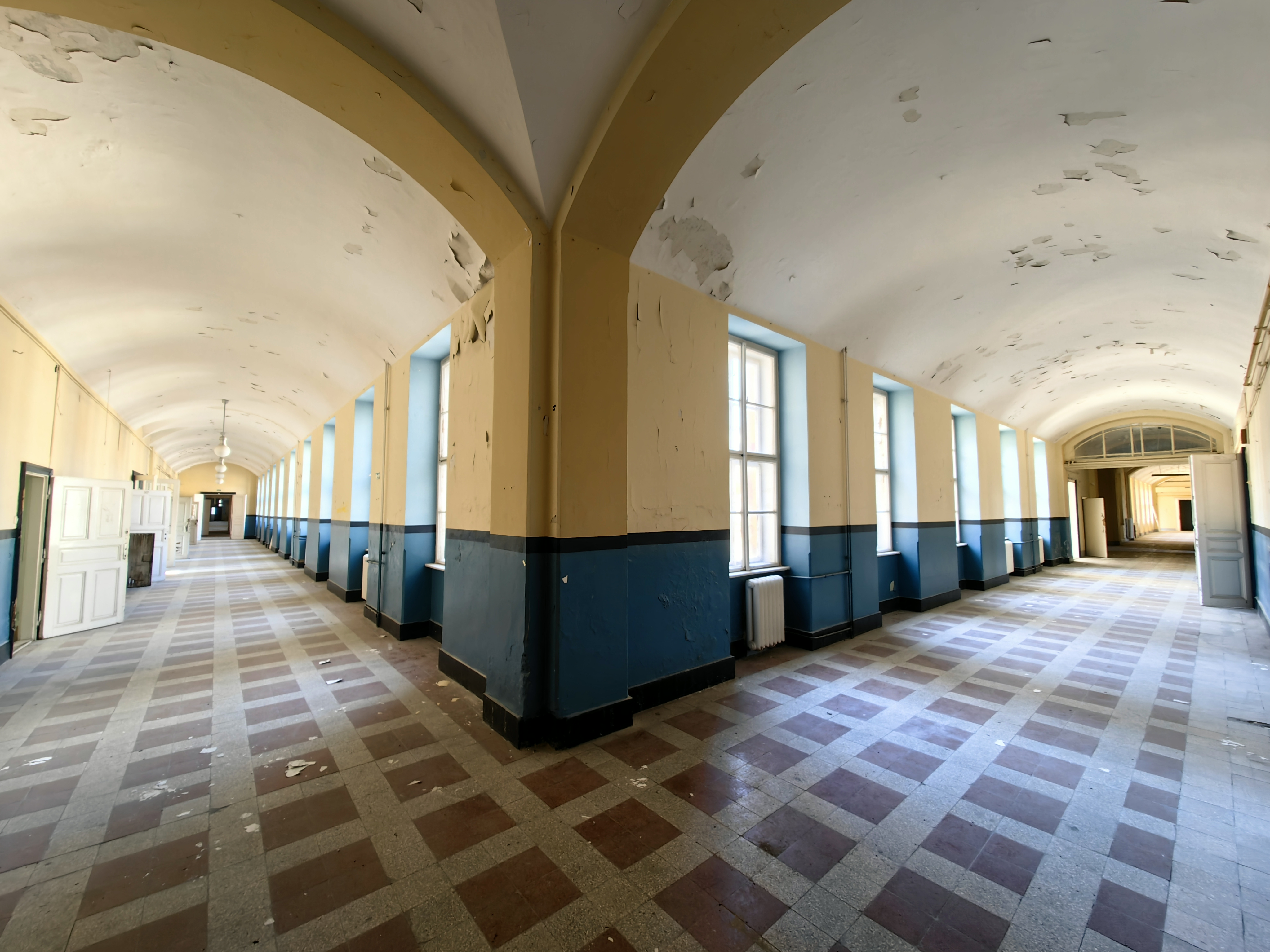
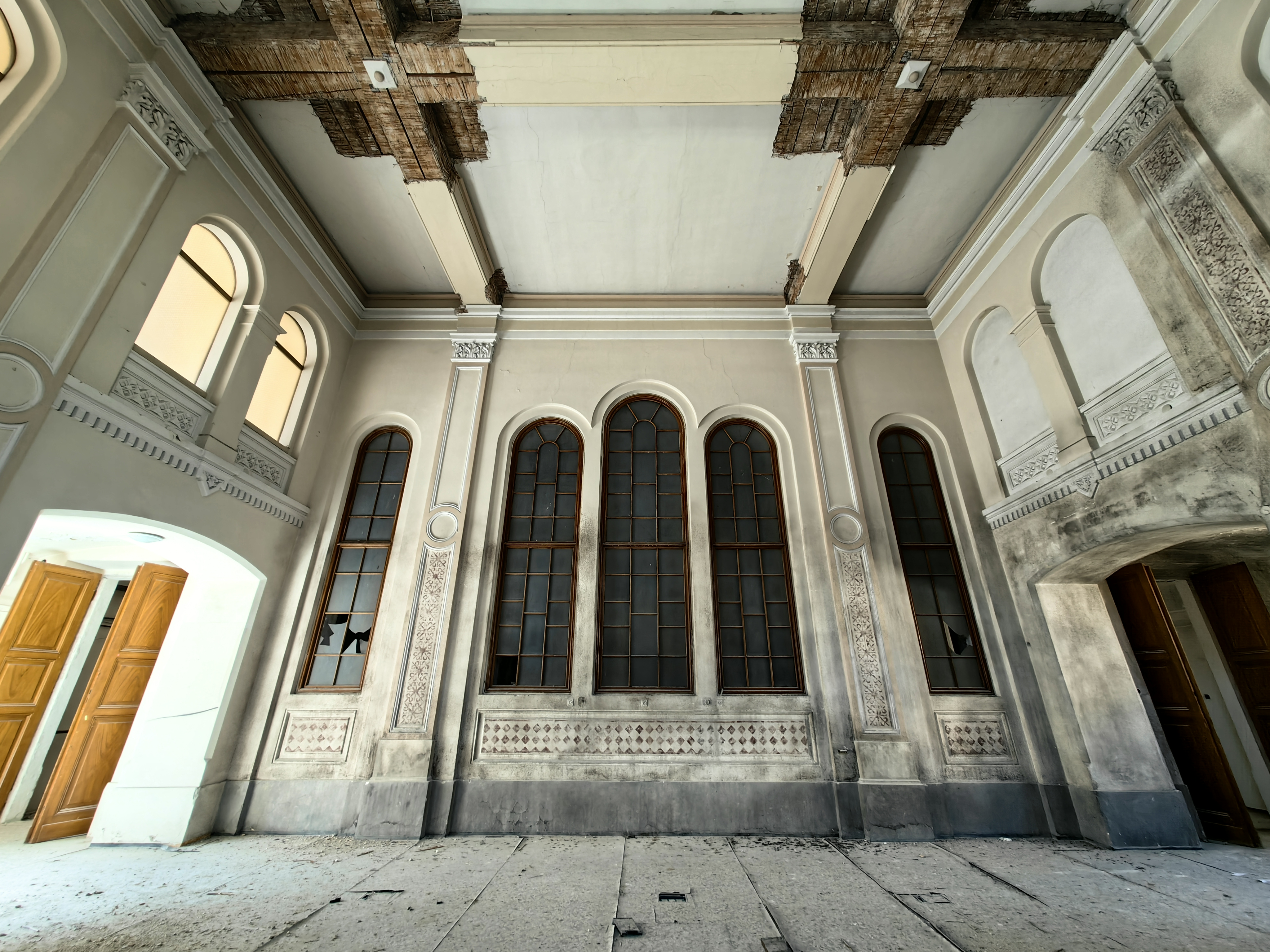
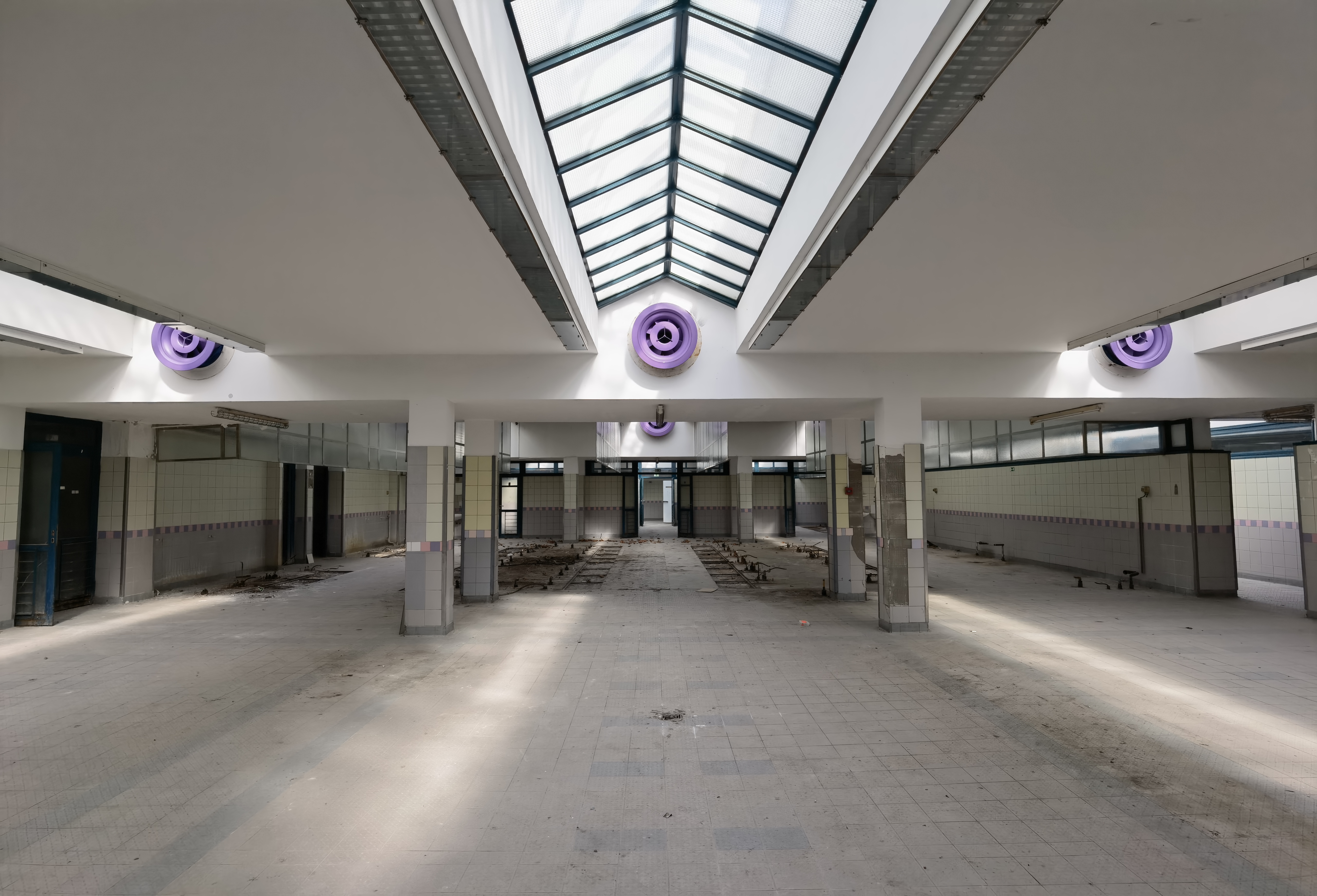
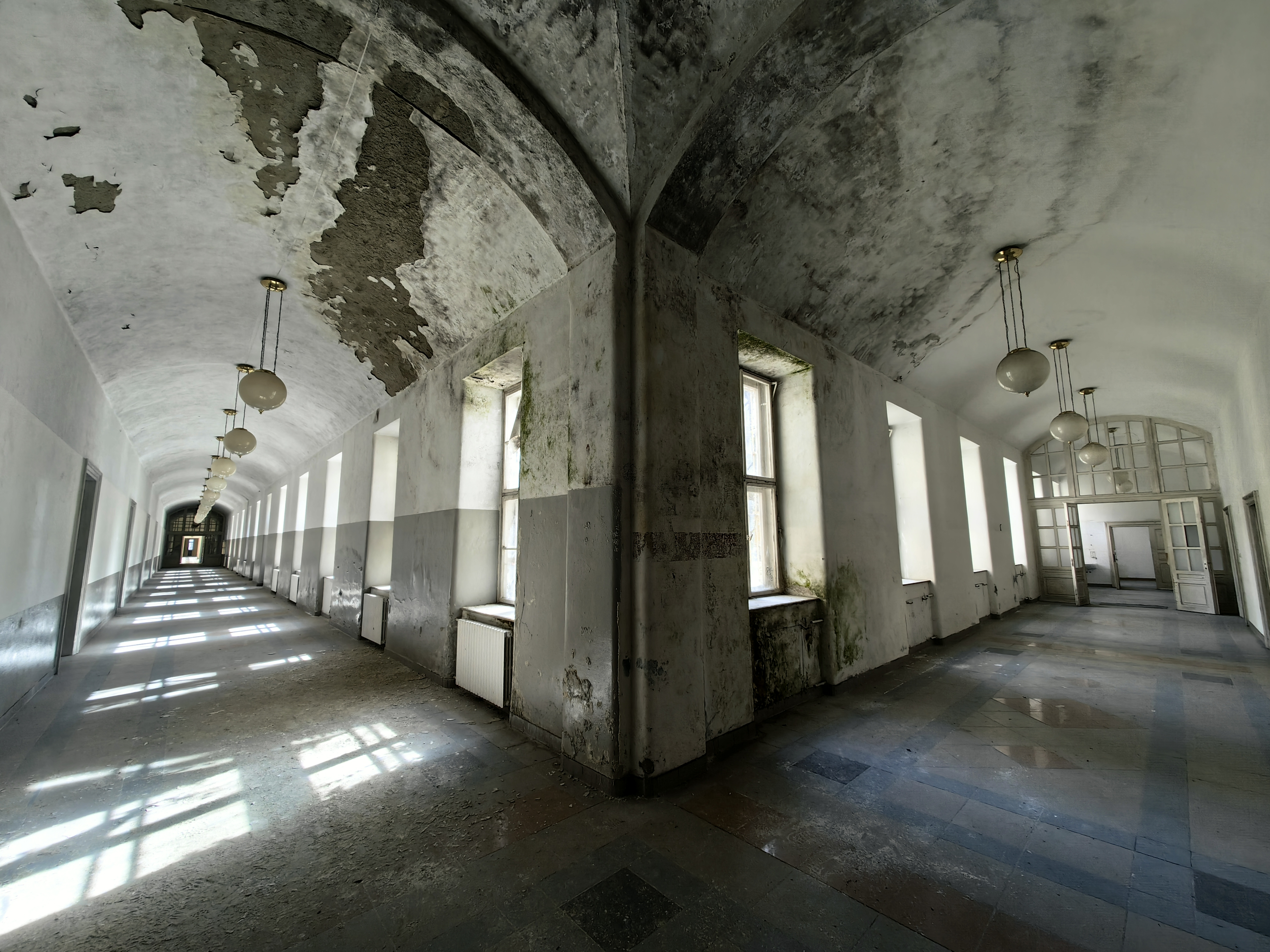